# Guelh de Joèu
Le guelh de Joèu, orthographié également güell de Joeu (catalan ), Uell ou uelh de Joeu, ou de Jouèou, goell del Jueu, guelh deth Jueu, selon les différentes langues (castillan, catalan, aranais) et graphies utilisées, se trouve en Val d'Aran, dans la vallée d'Artiga de Lin (Pyrénées espagnoles), à 1 658 m d'altitude. C'est une résurgence des eaux issues du massif de la Maladeta en Aragon, qui s'engouffrent dans le gouffre karstique du Forau de Aigualluts ou Trou du Toro, et qui constituent la source principale de la Garonne, comme démontré en 1931 par le spéléologue Norbert Casteret.
Le ruisseau né de cette résurgence, le Joèu ou  Joueou (Et Juèu en aranais), rejoint la Garonne dont il constitue de fait le cours principal selon les conventions, étant issu de la plus haute altitude (massif de la Maladeta), même si son débit et sa longueur sont nettement inférieurs à ceux de la Garonne née au Pla de Beret, qui est encore considérée comme source « officielle » par les Aranais et les Espagnols.

## Étymologie
Uell en catalan, uèlh en gascon (aranais), guell ou guelh avec l'article en parler aranais, signifie « œil », mais aussi « trou », ou « source ». On parle de l'Uell de Garona au Pla de Beret pour désigner la source de la Garonne orientale. Joèu est majoritairement considéré comme la traduction locale de Jupiter, comme l'attestent de nombreux toponymes semblables. Toutefois, une autre hypothèse serait juèu, « juif », et c'est le terme qui est accepté par les Aranais et les Catalans avec la forme del Jueu ou deth Jueu (« du Juif ») et non de Jueu.

## Accès

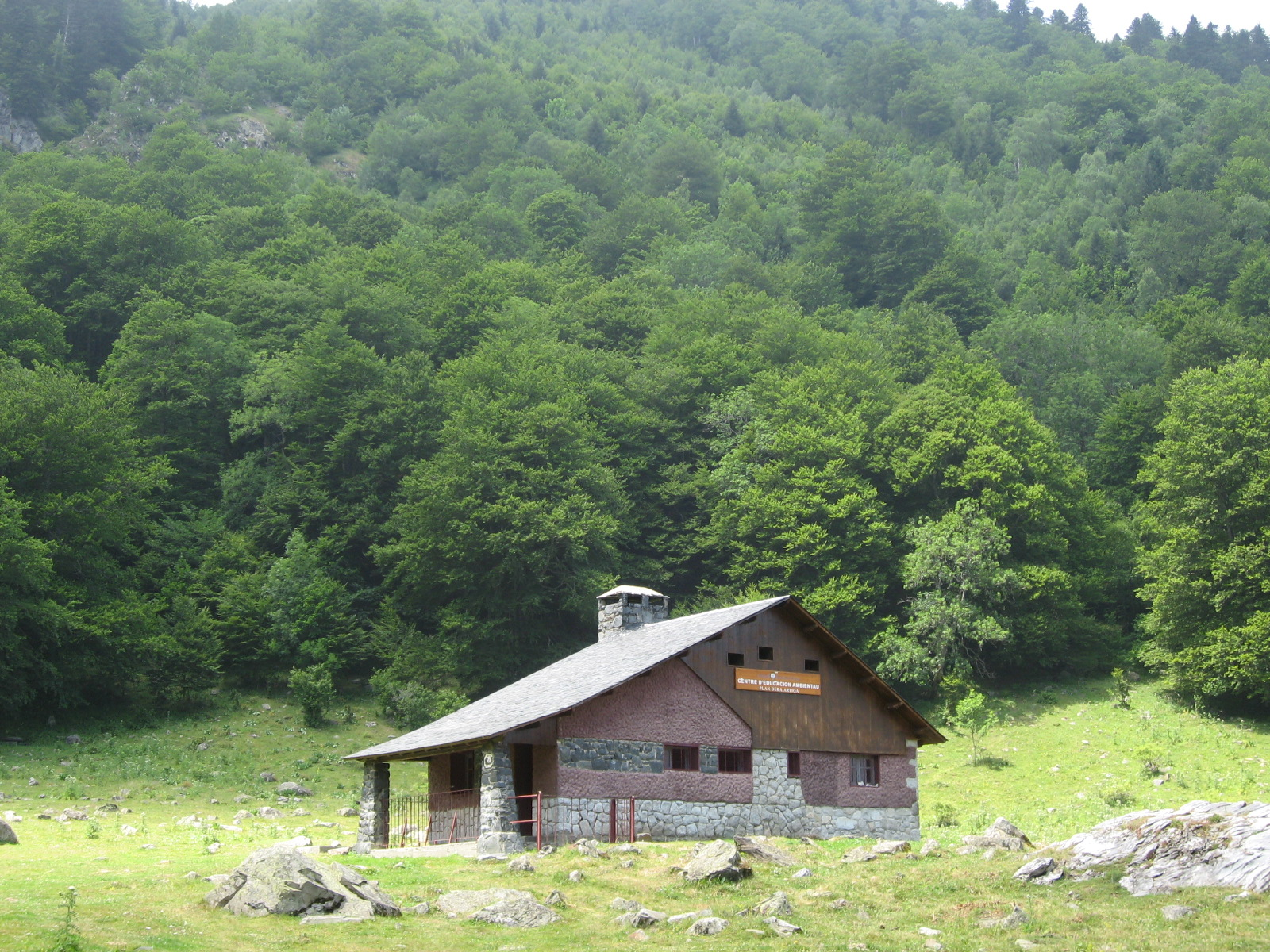
Refuge d'Artiga de Lin.

L'accès au Guelh de Joèu se fait par Viella et la commune d'Es Bòrdes, puis le chemin qui mène à l'ermita d'Artiga de Lin. Le guelh de Joèu se trouve avant d'arriver au parking d'Artiga de Lin, d'où on peut monter soit au sud-ouest vers le col du Toro (còth deth Toro), 2 235 m, et redescendre vers le forau d'Aigualluts (ou Trou du Toro) et la vallée de l'Esera ; soit vers le sud, en direction du pied de la Forcanada et du col des Aranais (2 455 m).